# Іцхак Віссокер
Іцхак Віссокер (івр. יצחק ויסוקר, нар. 18 вересня 1944) — ізраїльський футболіст, що грав на позиції воротаря.
Грав за «Хапоель» (Петах-Тіква), «Маккабі» (Нетанья), а також національну збірну Ізраїлю.

## Клубна кар'єра
У дорослому футболі дебютував 1963 року виступами за команду клубу «Хапоель» (Петах-Тіква), в якій провів чотирнадцять сезонів, взявши участь у 327 матчах чемпіонату.  Більшість часу, проведеного у складі У складі, був основним голкіпером команди.
1977 року перейшов до клубу «Маккабі» (Нетанья), за який відіграв 3 сезони. Завершив професійну кар'єру футболіста виступами за команду «Маккабі» (Нетанья) у 1980 році.

## Виступи за збірну
1964 року дебютував в офіційних матчах у складі національної збірної Ізраїлю. Протягом кар'єри у національній команді, яка тривала 12 років, провів у формі головної команди країни 43 матчі, пропустивши 40 голів.
У складі збірної був учасником чемпіонату світу 1970 року у Мексиці.

## Титули і досягнення
- Чемпіон Ізраїлю (2):

«Маккабі» (Нетанья): 1977/78, 1979/80
- Володар Кубка Ізраїлю (1):

«Маккабі» (Нетанья): 1977/78
- Володар Суперкубка Ізраїлю (1):

«Маккабі» (Нетанья): 1978
Збірні
- Володар Кубка Азії: 1964
- Бронзовий призер Кубка Азії: 1968
- Срібний призер Азійських ігор: 1974